# USS Fairfax County (LST-1193)

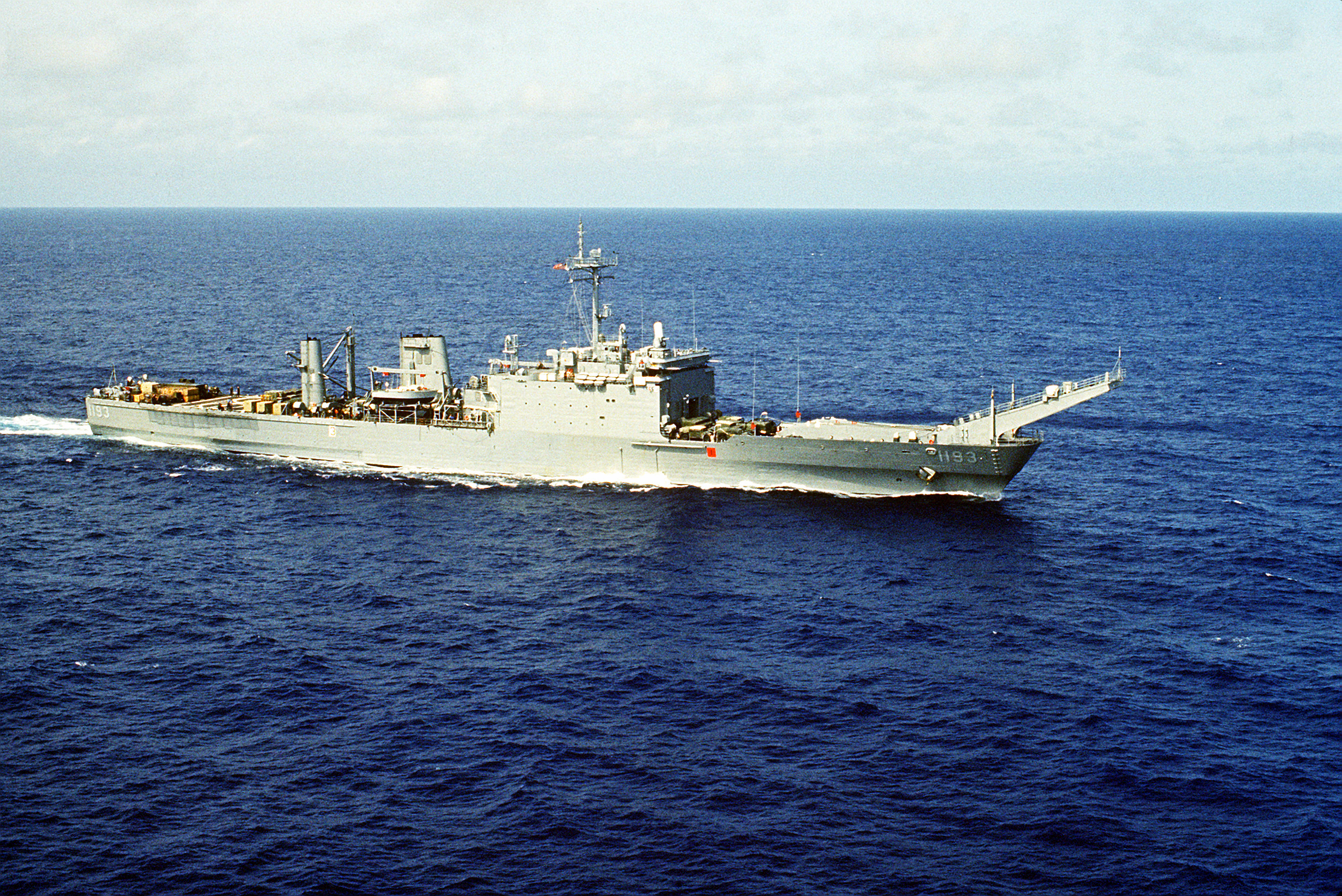
USS Fairfax County

El USS Fairfax County (LST-1193) fue un buque de desembarco de tanques de la clase Newport de la Armada de los Estados Unidos en servicio de 1971 a 1994 y en servicio con Australia como HMAS Manoora (LPA-52) de 1994 a 2011.
Fue construido por el National Steel and Shipbuilding Corporation de San Diego (California), siendo colocada la quilla en 1970; fue botado el casco el mismo año. Y fue asignado en 1971.
De baja en 1994, fue transferido a la Royal Australian Navy (RAN) cambiando su nombre a HMAS Manoora; permaneció en servicio hasta 2011.